# 尼克·富恩特斯
尼古拉斯·約瑟夫·「尼克」·富恩特斯（英語：Nicholas Joseph "Nick" Fuentes，1998年8月18日—），是一名美國極右翼政治評論員和直播主，其主張白人至上主義、厭女及反猶太主義。2020年2月，他的YouTube頻道因涉及仇恨言論於被永久關閉。富恩特斯屢傳播反猶太主義陰謀論，並呼籲發動「聖戰」來對抗猶太人
，同時否認納粹大屠殺的存在。多方將他視為新納粹主義者。富恩特斯表明自己是「仇女」運動成員，支持威權主義，並自認為是一名整合主義者和基督教民族主義者。
2019年，富恩特斯與新納粹組織「Identity Evropa」的前領導人派崔克·凱西合作後，富恩特斯的追隨者「格羅伊珀軍」開始騷擾美國青年保守派組織美國轉折點的活動「文化戰爭之旅」，包括一場由小當勞·特朗普出席的活動。2020年，富恩特斯為創立一個能與保守政治行動會議媲美的白人至上主義會議，開始每年舉辦「美國第一政治行動會議」。他曾出席2017年的夏洛茨維爾舉行的白人至上集會，並參加2021年1月6日國會山莊騷亂前的集會，並在會上發言。他鼓勵白人民族主義團體以諷刺和玩笑掩護其觀點，認為這樣能提供「更多掩護和合理否認的空間」。
2022年11月，富恩特斯與美國饒舌歌手肯伊·威斯特共同與前美國總統當勞·特朗普私下用餐。該會面引發廣泛譴責，《紐約時報》稱其可能是「半世紀以來美國猶太人所面臨的最令人不安的時刻」。

## 生平

### 早年生活
富恩特斯出生於1998年8月18日，父母分別為威廉和勞倫（原姓奇科）。他在伊利諾州的拉格蘭奇公園成長，就讀於里昂鎮高中並曾擔任學生會主席。大學一年級時，他在波士頓大學學習的國際關係和政治入門課程，但在2017年完成一年級後輟學，理由是參加維珍尼亞州夏洛茨維爾的「團結右翼」白人至上主義集會後收到威脅。他曾表示計劃於2017年秋季轉學至奧本大學，認為奧本「天氣和人情都更佳」，但最終並未確認入學。

### 個人生活
富恩特斯自述父系祖先是墨西哥人，他也是天主教徒。
富恩特斯自認為是「仇女」（非自願單身者），但有支持者批評他實際上是「自願單身」，因為他曾承認在高中時與一名女孩接吻。他自稱為「最直的男人」，並辯稱真正的異性戀應該是無性慾的仇女者，並稱「與女性發生性行為是同性戀......有什麼比富恩特斯說『我需要擁抱、親吻......我需要女性陪伴』更同性戀的呢？」
2024年11月，富恩特斯在X／Twitter上因嘲諷女性生育權而導致其在芝加哥的住址被公開。11月10日，他據稱在一名女子試圖按門鈴時向其噴灑胡椒噴霧，並將她推下門前台階。

## 政治活動

### 早期活動
富恩特斯在高中時通過當地電台和電視台開始政治評論活動，當時他主要表達的是主流保守派觀點。他從2017年在波士頓大學一年級時開始主持直播節目《美國優先與尼古拉斯·J·富恩特斯》。該節目以富恩特斯經常使用玩笑和諷刺來吸引Z世代觀眾而聞名，同時也利用這些手法合理推諉其偏激的觀點。
在2017年4月的一次節目中，富恩特斯宣稱美國穆斯林的言論不受《美國憲法第一修正案》的保護，並進一步表示：「誰掌控媒體？是全球主義者。是時候殺死全球主義者了」，並稱「我希望CNN的管理層被逮捕、驅逐或絞刑，因為這是蓄意為之」。節目當時的發行商右翼廣播網為此致歉，稱此言論「不可接受」且「不恰當」。隨著他發表此類言論及參加「團結右派」集會所引發的爭議，他於2017年8月離開右翼廣播網。2022年2月，富恩特斯聲稱自己被右翼廣播網執行長喬·西爾斯解僱。
他曾與另一名白人至上主義者詹姆斯·奧爾薩普共同主持《民族主義評論》播客，直至2018年1月。根據南方貧困法律中心的說法，兩人因互指懶惰、不當行為等問題而公開決裂。2018年4月，富恩特斯在白人至上主義網站和雜誌《美國文藝復興》會議上發表演說。

### 對美國轉折點的批評
富恩特斯持續批評美國青年保守派組織美國轉折點及其創辦人查理·科克，指責他們背叛當勞·特朗普，支持大規模合法移民、外援以色列以及酷兒議題。2019年10月至11月間，富恩特斯的支持者出現在多場由科克主持的公開演講活動中，這些活動的嘉賓包括小當勞·特朗普、拉拉·特朗普和金伯利·加法葉。這些支持者經常提出問題，引導觀眾查詢極右翼及反猶太主義陰謀論。富恩特斯將這場運動描述為草根運動，目的是揭露美國轉折點的立場與當勞·特朗普及其他右翼民粹主義者的信念不符。由於這場運動，一些主流右翼政治人物及評論員對富恩特斯表達不認同，認為他的觀點過於極端，與主流保守派格格不入。
2019年12月，在佛羅里達州西棕櫚灘的一場美國轉折點活動外，富恩特斯接近保守派評論員班·夏皮羅，當時夏皮羅正與妻子和年幼的孩子同行。富恩特斯詢問夏皮羅為何曾在史丹福大學發表批評他的演講。該次會面被拍攝下來，並引發外界對富恩特斯的批評。

### 美國第一政治行動會議
富恩特斯得到保守派評論員米歇爾·馬爾金的支持。2019年11月，馬爾金因支持富恩特斯而被美國青年基金會解僱，結束17年的任職生涯。她在2020年2月首次舉辦的「美國第一政治行動會議」上發表演說，並再次參加在2021年2月舉行的第二屆會議。
2021年2月，富恩特斯舉辦第二屆美國第一政治行動會議活動，並邀請馬爾金、政治人物史提夫·金和保羅·戈薩爾共同演講。當月晚些時候，他試圖在奧蘭多凱悅酒店保守政治行動會議的會場鬧事，隨即被驅逐出場。
2021年7月，富恩特斯因騷擾一名記者，再次被逐出保守政治行動會議。他在附近的一場演說中稱，自己被Twitter禁止發言後「無所顧忌」，並揚言將發表「本週末在達拉斯最具種族主義、性別歧視、反猶太人和否認大屠殺的演說」。
2022年2月，富恩特斯舉辦第三屆第一政治行動會議活動。喬治亞州第十四國會選區的美國眾議員瑪喬麗·泰勒·格林出席會議，愛達荷州時任副州長珍妮絲‧麥克蓋欽和戈薩爾則以預錄影片的方式參與。此舉受到包括共和黨政治人物米特·羅姆尼在內的批評。格林事後聲稱自己不清楚活動的組織者是誰。
2024年6月，富恩特斯與極右網紅傑克·希爾茲被禁止參加在底特律舉行的美國轉折點大會。儘管2024年美國第一政治行動會議的會場被取消，他們還是舉辦替代性活動，出席者包括反以色列評論員蘇萊曼·艾哈邁德以及前3K黨成員大衛·杜克。

### 與國會山莊騷亂的關聯
富恩特斯是國會山莊騷亂的推動者。2020年12月，他在華盛頓特區一場支持特朗普的抗議活動上帶領群眾高喊「摧毀共和黨」，並鼓勵他們抵制喬治亞州參議院特別選舉。2021年2月，在美國眾議員史黛西·普拉斯基特主持的特朗普第二次彈劾審判中播放他的演講片段。
2020年12月8日，富恩特斯和其他一些極右翼活動人士從一位法國捐贈者那裡獲得大量比特幣捐款，富恩特斯本人收到的13.5個比特幣（當時約值681750美元），是最大的一筆。根據據區塊鏈分析組織Chainalysis的分析，捐贈者還發佈一封疑似自殺遺書，但該捐贈者的身份和狀態尚未得到確認。聯邦調查局隨後開始調查這筆捐款是否有資助非法活動，例如襲擊國會山莊的行為。
2020年12月12日，在美國最高法院拒絕審理「德克薩斯州訴賓夕法尼亞州案」的隔天，富恩特斯在自由廣場的一場集會上對支持者發表講話。他說：「這個國家的一切美好都是我們和我們的祖先創造的。那些接管我們國家的人......我們不需要他們。這是美國人民和我們的領袖特朗普，對抗其他國內外的勢力......我們的開國元勳會挺身而出，若有必要，會以武力奪回這個國家，而這正是我們應當準備的。」
2021年1月4日，也就是國會山莊騷亂的兩天前，富恩特斯曾表示應殺害那些不願推翻2020年選舉結果的州立法者，他說：「我們能對州立法者做什麼呢——除了殺了他們？不過我們不應該這樣做。我不是建議這樣做，但我的意思是，還能怎麼辦？」
多家媒體報導指，富恩特斯是國會山莊騷亂的暴徒之一。南方貧困法律中心報導指，富恩特斯出現在支持特朗普的叛亂者中，戴著疑似VIP證件。儘管他本人沒有進入大樓，但據稱他在現場喊話，鼓勵暴徒「繼續向國會山莊前進」，並宣稱他們正在「奪回國會山莊」。富恩特斯親自承當日有出現，但否認參與任何犯罪行為，並將有關他進入美國眾議院議長南希·佩洛西辦公室的謠言斥為「假新聞」。
2022年1月19日，美國眾議院1月6日襲擊事件特別委員會向富恩特斯發出傳票。

### 與特朗普在海湖莊園共進晚餐
2022年11月22日，特朗普應肯伊·威斯特的要求，在佛羅里達州的海湖莊園接待富恩特斯和威斯特一同共進晚餐。威斯特表示，特朗普對富恩特斯「印象深刻」。特朗普在聲明中表示，該週早些時候威斯特聯繫他安排這次拜訪，當天晚上威斯特「意外地帶三位朋友一同前來，而我對他們一無所知」，但他最終與這些人共進晚餐，並形容這場晚餐「簡短且平靜」。
數天後，特朗普進一步說明，他之所以與威斯特見面是為了「幫助一位陷入嚴重困境的人，他碰巧是黑人......他的事業和幾乎所有方面都遭到了毀滅性打擊」。特朗普還透露，他曾建議威斯特放棄競選。
參加晚餐的成員對當晚情況有不同描述。據《Axios》報導指，一位消息來源稱特朗普「似乎對富恩特斯印象深刻」，並「對這位24歲的年輕人能熟練地引用統計數據和回憶2016年以來的競選演講感到驚訝」。該消息人士轉述當時對話，稱富恩特斯對特朗普表示，他更喜歡特朗普「真實」的表現，並覺得他在最近的2024年宣佈競選演講中表現得過於拘謹，不像平時那樣自然。特朗普回應道：「你比較喜歡我即興發揮的樣子吧？」富恩特斯表示確實如此，並稱讚特朗普在無拘束的狀態下是一位「非凡」的總統。消息來源補充道，「雙方之間有不少互相吹捧的話語」。
威斯特也提到，在他提出讓特朗普成為他的副總統候選人時，特朗普「基本上開始在餐桌上對我大喊，說我會輸——歷史上這種話有用過嗎？我就想等等，等等，特朗普，你是在跟『耶』說話呢」。

#### 後續和反應
這場會面引發美國內部及外國政界的廣泛關注與評論。作為一名前總統，特朗普接待公開持有反猶信念的賓客，這一事件被認為在現代史上「前所未見」，並引發美國跨黨派對特朗普的強烈批評，美國國會中的共和黨領袖罕見地譴責特朗普。這場醜聞也引發人們對特朗普在2024年競選中能否持續競選的質疑。《紐約時報》一名評論員形容這次事件在美國猶太人之中引發的討論，是「可能是美國半個世紀或更久以來最令人不安的時刻」。評論家和政治家指出，特朗普未能譴責客人所展現的反猶和種族主義，等同於默許他們的立場。
最初，特朗普在一條推文中試圖為晚宴辯解，向批評者保證威斯特「在餐桌上並未表達反猶言論」。
根據《華盛頓郵報》的報導，特朗普起初認為當晚的事件會「逐漸平息」。但到了12月1日，威斯特和富恩特斯在晚宴後的行為則「呈現出不同的情勢」。
評論員查理·賽克斯指出：「特朗普始終不願冒犯他視為核心支持者的一部分群體，這是他多年來用心經營的基礎。他對與公開的新納粹分子交往毫無歉意，且不願全面譴責反猶主義。特朗普願意承受這些批評，唯一的原因在於：他相信自己掌握了美國選民中的某些情緒，尤其在福音派基督徒中，他們對以色列和猶太人的態度根深蒂固但複雜。」
曾在特朗普政府中擔任副總統的邁克·彭斯表示：「我認為他應該為此道歉，並應毫無保留地譴責那些人及其仇恨言論。」即將上任的以色列總理本雅明·內塔尼亞胡形容這場會面為「一個錯誤」。在隨後的訪談中，他說道：「......關於肯伊·威斯特和那位不受歡迎的客人（尼克·富恩特斯），我認為這不僅僅是不可接受，而是錯誤的。我希望他能遠離此事並加以譴責。」

## 政治觀點
富恩特斯表示，他的目標是將共和黨轉變成「一個真正的反動政黨」。他強烈反對移民，視其為對美國人口結構的威脅。富恩特斯也反對女權主義。他希望另類右翼取代保守主義和共和黨，並批評主流保守派團體，聲稱「基督教共和黨選民被剝削」，因為「共和黨的主導權掌握在猶太人、無神論者和同性戀者手中」。Vice雜誌記者苔絲·歐文稱富恩特斯「將自己定位為極端民族主義青年運動的領袖」。

### 白人至上主義與反猶太主義
富恩特斯參加2017年夏洛茨維爾的「團結右翼」集會後，對「白人身份的浪潮」表示支持，認為美國的「白人族群核心」是國家身份的根基。儘管富恩特斯提倡白人至上主義信仰，如白人種族滅絕陰謀論，但他自稱並非白人至上主義者，稱這一說法是「反白人的汙名」。富恩特斯希望美國成為一個白人基督教國家，並強調這並非「猶太基督教」國家。
富恩特斯同樣持有反猶觀點並否認納粹大屠殺。在2019年1月的一次獨白中，他暗示質疑納粹大屠殺中600萬猶太人死亡的數據。富恩特斯事後否認曾否認大屠殺，稱這段獨白是「一種諷刺」。全國公共廣播電台以此為例指出富恩特斯利用諷刺手法來避免其言論的法律後果，並引用他在2020年的一段影片，其中富恩特斯表示：「諷刺非常重要，能大量掩飾和合理推諉我們的觀點」，特別是在否認大屠殺的問題上。
在2022年的美國第一政治行動會議演講中，富恩特斯以帶有「笑聲」的語調稱讚阿道夫·希特勒。2023年，他提倡處決「奸詐的猶太人」及其他他稱之為「惡人」的群體，並表示這些人應被「判處死刑」。

### 弗拉基米爾·普京
在美國第一政治行動會演講中，富恩特斯稱讚希特勒，並表示媒體將俄羅斯總統弗拉基米爾·普京比作希特勒，「彷彿這不是件好事」。富恩特斯還向觀眾提問：「我們可以為俄羅斯鼓掌嗎？」隨後現場響起熱烈掌聲和「普京！普京！」的呼喊聲。
2022年3月10日，富恩特斯讚揚「沙皇普京」入侵烏克蘭，稱此舉是為「解放烏克蘭，擺脫大撒旦與世界上的邪惡帝國——美國」。

### 天主教整合主義與基督教民族主義
富恩特斯是整合主義者及基督教民族主義者。他曾說：「你要麼是天主教徒，要麼就和猶太人站在一起」。他公開支持建立天主教政府和媒體。富恩特斯主張建立基督教神權體制，而非他所稱的「猶太掌控的政府」。
富恩特斯自述為支持獨裁、天主教君主制、正義戰爭、十字軍東征和宗教裁判所的反動派。他明確反對民主制度。

### 2019冠狀病毒病疫情
富恩特斯經常散布關於美國食品藥品監督管理局批准的2019冠狀病毒病疫苗陰謀論和不實信息。
2020年12月，富恩特斯據報在航班上因口罩政策發生爭執。Salon報導指，2021年富恩特斯與其「格羅伊珀軍」加入反疫苗運動。當年，他展開反疫苗巡迴演講，傳播關於2019冠狀病毒病疫苗的虛假訊息。

### LGBT與女性權利
富恩特斯反對「LGBT議程」，並將跨性別人士和同性婚姻視為「背離正道」。在2022年，BBC播出的一部紀錄片中，富恩特斯向英國記者路易斯·塞魯克斯表示，他認為女性若無投票權會更好。然而，富恩特斯曾多次被指控自己就是一位男同性恋，并且被指控“对于变性色情片有独到兴趣”

### 生育權
在2022年6月多布斯訴傑克遜婦女健康組織案推翻羅訴韋德案的裁決後，富恩特斯對美國最高法院表示讚許。他宣稱，「猶太人一直是阻礙這一進程的力量」，並認為該裁決意味著「禁止同性婚姻、禁止雞姦以及禁止避孕措施等議題又重新回到了政策討論的焦點，美國正朝著一種類似塔利班統治的方向邁進，這是一件好事。」
2023年7月，富恩特斯在Fresh and Fit播客中表示，女性應該被視為「生育機器」，因為「她們的大腦天生就是為此而設計的」。
| 尼古拉斯·J·富恩特斯 | X的logo，一个风格化的X字母 |
| @NickJFuentes       | X的logo，一个风格化的X字母 |

妳的身體，我的選擇。永遠。
2024-11-05
2024年11月，在特朗普在2024年美國總統選舉中勝選後，富恩特斯在X／Twitter上嘲諷生育權倡導者，竄改女權口號「我的身體，我的選擇」，發文說：「妳的身體，我的選擇。永遠。」該帖文迅速走紅，獲得超過9000萬次觀看。這一短語在TikTok上大受歡迎，許多女性用戶報告稱，她們的帖子下出現大量「你的身體，我的選擇」的評論。11月8日，戰略對話研究所發布報告指出，此短語在選後一天內於X／Twitter、TikTok、Facebook和Reddit的使用頻率激增，甚至蔓延至高中與大學校園。

### 塔利班
富恩特斯曾公開讚揚塔利班的保守宗教統治。2021年8月，美國從阿富汗撤軍之際，塔利班接管政權。富恩特斯在Telegram上表示：「塔利班代表保守宗教力量，而美國則代表無神論與自由主義。美國政府在阿富汗的失敗無疑是個積極的結果。」

### 當勞·特朗普
2024年，富恩特斯對川普的批評愈加尖銳。8月，他在X／Twitter上聲稱發起對特朗普競選的「新格羅伊珀戰爭」，批評特朗普的競選活動已被「顧問、遊說者和捐助者劫持」，並警告該活動「正在走向一場災難性的失敗」。然而，特朗普最終成功當選。
為了向特朗普競選團隊施壓，富恩特斯鼓勵其支持者通過「迷因、截圖、回覆和惡作劇」等方式，推動競選團隊採取更右翼的種族與移民政策，並敦促特朗普解僱其核心顧問克里斯·拉奇維塔和蘇西·威爾斯。他除了要求支持者在X／Twitter和Truth Social提出他們的要求外，他威脅會採取「現實世界的行動」，如號召支持者拒絕投票或在搖擺州抗議特朗普的集會。
到了11月，富恩特斯對一場特朗普集會後支持者穿垃圾袋的行為進行猛烈批評。此前，特朗普曾以爬進垃圾車的方式回應美國總統祖·拜登對其支持者的批評。富恩特斯認為這表明「特朗普主義已變成一種狂熱崇拜」，並形容支持者「對任何事情都盲目接受」。他總結道：「那一刻，我意識到情況已經走向失控。我們創造了一個類似咕嚕的法蘭克斯坦怪物。」他進一步批評特朗普主義是一場「巨大的、近乎邪教的騙局」。

## 社群媒體

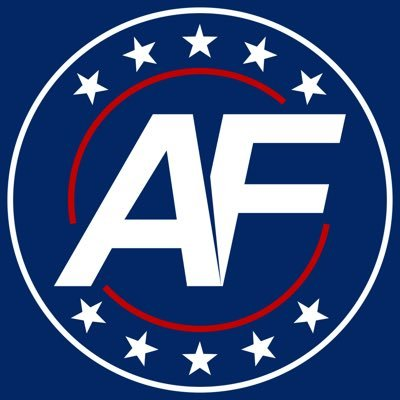
《尼古拉斯·J·富恩特斯的美國優先》標誌。

富恩特斯的節目《美國優先》聚集一群忠實且狂熱的支持者，他將這些追隨者稱為「格羅伊珀」或「格羅伊珀軍」。他表示，特朗普的參選與總統任期啟發他的節目。2022年2月，特朗普創立的社群媒體平台Truth Social驗證富恩特斯的帳戶。

### 遭社群平台封禁
富恩特斯曾多次遭到社群媒體網站、支付平台及其他服務的封禁。2020年1月，YouTube取消富恩特斯頻道獲利的資格，並以違反仇恨言論政策為由移除其中一支影片。他也早已被Twitch和Reddit禁止使用。2020年2月14日，YouTube以違反仇恨言論政策為由永久停用他的頻道。同年1月，《時代雜誌》報導富恩特斯是DLive平台最受觀眾歡迎的直播主之一，但該平台因允許富恩特斯活動而受到外界批評。
在2021年1月6日國會山莊騷亂後，他的DLive帳戶被永久停權，理由是「煽動暴力和非法活動」。根據ABC新聞的報導，截至2021年3月，富恩特斯幾乎已被所有主流社群媒體平台封禁。他聲稱，自己的銀行帳戶被凍結，還被列入聯邦禁飛名單，並被禁止使用Airbnb、Facebook和Instagram。他將這些措施稱為「公開的政治迫害」。
Twitter是最後一個禁止富恩特斯的主流平台之一。2021年7月，Twitter永久停權他的已驗證帳戶。他還被多家金融與電子支付平台封禁，包括PayPal、Venmo、Patreon、Shopify、Stripe、Streamlabs和Coinbase。2023年1月25日，他的Twitter帳戶曾短暫恢復，但據南方貧困法律中心研究員漢娜·蓋斯指出，他隨即在平台上讚揚希特勒及大學航空炸彈客，並聲稱「猶太人掌控新聞業」，Twitter隨即於次日再次將其帳戶封禁。
2021年12月，社群媒體平台Gettr也永久封禁 富恩特斯。此舉引發富恩特斯支持者及政治人物溫蒂‧羅傑斯的抨擊，她批評道：「如果一個標榜言論自由的Twitter替代品，卻連言論自由都不尊重，那麼它的存在有什麼意義？」作為應對，Gettr禁止平台上所有「格羅伊珀軍」一詞的使用。

### 替代平台與X／Twitter恢復帳號
在遭到Twitter、YouTube、Facebook、Instagram和DLive等主要平台封禁後，富恩特斯與極右翼陰謀論者亞歷克斯·瓊斯聯手於2021年10月推出自己的直播平台Cozy.tv。根據南方貧困法律中心旗下的Hatewatch博客公佈InfoWars的洩露簡訊，InfoWars員工米莉‧韋弗曾向瓊斯提出警告，指稱富恩特斯的部分助手（特別是馬修·科利根）是聯邦調查局的線人，並認為與富恩特斯合作可能會損害瓊斯旗下營養補充品的銷售。
2024年5月2日，X／Twitter擁有者伊隆·馬斯克表示，只要富恩特斯不違法，他將恢復其X／Twitter帳號，並補充說：「我們應該讓他的言論在評論與社群註記中自食其果。」馬斯克解釋道：「如果我宣稱支持言論自由，就不能永久封禁一個未違法的人，無論我多麼反對他的言論。」面對外界對於富恩特斯思想再度擴散的擔憂，馬斯克回應：「公開的反駁總比讓這些思想在暗地裡醞釀更好。」
在X／Twitter宣佈此消息後，反誹謗聯盟發表聲明譴責富恩特斯的帳號恢復。隨後，富恩特斯的帳號於2024年5月3日正式重啟。

## 外部鏈接
- 官方网站
- 尼克·富恩特斯的X（前Twitter）